# Angoumé
Angoumé (occitano En Gomèr) è un comune francese di 282 abitanti situato nel dipartimento delle Landes nella regione della Nuova Aquitania.

## Società

### Evoluzione demografica
Abitanti censiti